# Benoit Jutras
Benoit Jutras é um compositor canadense cujo alguns de seus trabalhos foram com a companhia circense Cirque du Soleil, sua filha Audrey Brisson-Jutras intrepretou a personagem Zoë no espetáculo Quidam, pertecente a companhia.

## Carreira no Cirque du Soleil
- 2005 Mystère - Live In Las Vegas (temas adicionais)
- 2003  La Nouba
- 2000 Journey of Man
- 1999 Quidam
- 1998 "O"

## No Cinema
- 2008 Borderline
- 2007 My House
- 2006 The Wind in the Willows (TV)
- 2003 La Face cachée de la lune
- 2000 Ultimate G's
- 1998 Alegría

## Televisão
- 1997-1998 The Hunger

## Curiosidades
- Jutras é irmão de François Jutras, cunhado de Roxane Potvin e pai de Audrey-Brisson Jutras, todos já foram ou são do Cirque du Soleil.